# Juan Guillermo Cano
Juan Guillermo Cano Busquets (Bogotá, 1954) es un periodista y escritor colombiano.
Ejerció como director de El Espectador, periódico propiedad de su familia, ante el asesinato del director del periódico, Guillermo Cano, en diciembre de 1986. Estuvo en el cargo desde 1986 hasta 1997, cuando se retiró del periódico para dedicarse a la investigación periódistica independiente.